# Петер Калльсен
Петер Калльсен (нім. Peter Callsen; 28 жовтня 1911 — 8 вересня 1978) — німецький офіцер-підводник, оберлейтенант-цур-зее резерву крігсмаріне.

## Біографія
21 листопада 1939 року вступив на флот. З 27 квіиея 1940 року — вахтовий офіцер на форпостенботі V201, з 15 серпня 1940 року — на V205, з 30 березня 1941 року — на V204, з 20 червня 1941 року — на мінному тральщику M252. З 15 вересня по 4 жовтня 1941 року пройшов курс офіцера-артилериста, після чого повернувся вахтовим офіцером на M252. З 6 липня 1942 по 27 лютого 1943 року пройшов курс підводника, після чого був направлений на будівництво підводного човна U-1060. З 15 травня 1943 року — 1-й вахтовий офіцер на U-1060, на якому взяв учасит у трьох походах. З 6 травня по 30 червня 1944 року пройшов курс командира підводного човна, з 1 липня по 12 листопада — командирську практику в 31-й флотилії, після чого був направлений на будівництво U-3033. З 27 лютого 1945 року — командир U-3033. 5 травня 1945 року наказав затопити човен в рамках операції «Регенбоген». 8 травня 1945 року взятий в полон британськими військами. 25 червня 1945 року звільнений.

## Звання
- Рекрут (21 листопада 1939)
- Штурмансмат резерву (1 травня 1940)
- Штурман резерву (1 грудня 1940)
- Оберштурман резерву (1 жовтня 1941)
- Лейтенант-цур-зее резерву (1 лютого 1942)
- Оберлейтенант-цур-зее резерву (1 жовтня 1943)

## Нагороди
- Нагрудний знак мінних тральщиків (28 листопада 1940)
- Залізний хрест 2-го класу (8 травня 1941)
- Нагрудний знак підводника (1944)